# Vnitřní roviny
Vnitřní roviny (anglicky Interior Plains, francouzsky Plaines intérieures, španělsky Llanuras Interiores) jsou rozsáhlý fyzickogeografický region (geomorfologický systém) uvnitř severoamerického kontinentu, mezi Skalnatými horami na západě a Kanadským štítem, resp. Apalačským pohořím na východě. Zaujímají celou střední část Severní Ameriky od severního pobřeží Kanady přes Spojené státy na jih, malou částí zasahují i do Mexika.

## Členění

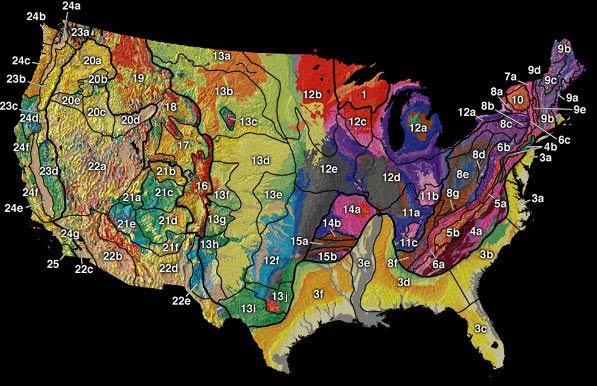
13 – Great Plains; 12 – Central Lowland; 11 – Interior Low Plateaus

Dělí se na osm hlavních fyzickogeografických provincií:
Kanada
- Mackenzie Delta (Delta Mackenzie)
  - Yukon Coastal Plain
  - Mackenzie River
- Northern Boreal Plains (Severní boreální roviny)
  - Great Slave Plain
  - Great Bear Plain
  - Anderson Plain
  - Peel Plain And Plateau
  - Colville Hills
- Southern Boreal Plains and Plateaux (Jižní boreální roviny a plošiny)
  - Alberta Plateau
  - Saskatchewan Plain
- Prairie Grassland (Prérie)
  - Alberta Plain
  - Saskatchewan Hills
- Manitoba Lowlands (Manitobské nížiny)

Spojené státy americké
- Great Plains (Velké roviny)
  - Coteau du Missouri (Missourská plošina)
  - Black Hills (Černé vrchy)
  - High Plains (Vysoké roviny)
  - Plains Border
  - Colorado Piedmont (Koloradská piedmontní plošina)
  - Raton Plateaus (Ratonské plošiny)
  - Pecos Valley
  - Edwards Plateau
  - Central Texas (Střední Texas)
- Central Lowlands (Centrální roviny)
  - Eastern Lake (Východní pánev Velkých jezer)
  - Western Lake (Západní pánev Velkých jezer)
  - Wisconsin Driftless
  - Till Plains
  - Osage Plains
- Interior Low Plateaus (Vnitřní plošiny)
  - Highland Rim
  - Lexington Plain
  - Nashville Basin (Nashvillská pánev)

Kanada
Delta Mackenzie se nachází na severozápadě Kanady na území Severozápadních teritorií a Yukonu. Typickými krajinnými prvky jsou zde pingo a permafrost, bezlesá tundra nebo lesíky zakrslých smrků, pohyblivé vodní kanály, mělká jezera a dočasné ostrovy. Dále na jih ve vnitrozemí navazují Northern Boreal Plains (Severní boreální roviny) pokryté močály, meandrujícími toky, jezery a smrkovými lesy. Tato část leží převážně na území Severozápadních teritorií, částečně také Yukonu, Nunavutu, severovýchodní Britské Kolumbie a severní Alberty. Leží zde větší část Wood Buffalo National Parku. Southern Boreal Plains, které sahají dále na jih až k hranici Spojených států, jsou přechodnou oblastí mezi suchými prériemi na jihu a vlhkými boreálními lesy na severu. Jihozápadně od nich, na území jihovýchodní Alberty a jihozápadního Saskatchewanu, leží původně travnatá provincie Prairie Grassland. Obrovské rozlohy úrodné půdy jsou obdělávané, původní prérie se zachovala např. v národním parku Grasslands. V jižní Manitobě pak najdeme provincii Manitoba Lowland (Manitobská nížina).
Spojené státy
Na území Spojených států na Manitobskou nížinu navazují tzv. Centrální roviny (Central Lowlands) kolem Velkých jezer a podél řeky Mississippi. Dále na jihovýchod, podél Appalačské plošiny, leží Vnitřní plošiny (Interior Low Plateaus), v části států Ohio, Kentucky, Tennessee). Zbytek území dále na západ k úpatí Skalnatých hor, od kanadských prérií až po Mexiko, představují Velké roviny (Great Plains). Jejich nejjižnější podprovincie Edwards Plateau přesahuje z Texasu i na území Mexika.

## Geologie a geomorfologie
Tato oblast začala vznikat, když se zde před 1,8 až 1,9 miliardy let (v paleoproterozoiku) srazily a spojily kratóny během tzv. transhudsonského vrásnění.
Podklad Vnitřních rovin nyní tvoří předkambrijské přeměněné horniny a vyvřeliny. Tato oblast patří ke stabilnímu jádru Severní Ameriky. S výjimkou Black Hills v Jižní Dakotě má celý region plochý a z velké části nízko položený reliéf. Je to důsledek více než 500 miliónů let trvající relativní tektonické stability.
Vnitřní roviny byly v minulosti často pokryté mělkým mořem (tzv. Western Interior Seaway). Po milióny let se zde ukládaly usazeniny z Kanadského štítu a ze Skalnatých hor. Starší vrstvy usazenin byly stlačeny vahou novějších nánosů, čímž vznikla sedimentární hornina. Některé vrstvy usazenin obsahují zbytky korálových útesů, které se nacházely těsně pod hladinou moře během paleozoika.

### Prvohory a druhohory
Během paleozoika a mezozoika byla nízko položená oblast Vnitřních rovin více méně ušetřena horotvorných procesů, které se odehrávaly na západním i východním okraji kontinentu. Po značnou část druhohor byl vnitřek severoamerického kontinentu nad mořskou hladinou, se dvěma hlavními výjimkami. V období jury zaplavila stoupající mořská hladina nízko položené partie a vzniklo moře Sundance Sea. V křídě pak větší část Vnitřních rovin zmizela pod hladinou Western Interior Seaway.

### Třetihory (kenozoikum)
Ve Vnitřních rovinách se ukládaly další usazeniny z erodujících Skalnatých hor na západě a z Apalačských hor, Ozarku a Ouachity na východě a jihovýchodě.